# Carl Barth
Ne doit pas être confondu avec Karl Barth.
Carl Barth ou Karl Barth, né le 12 octobre 1787 à Eisfeld et mort le 11 septembre 1853 à Cassel, est un dessinateur et graveur sur cuivre.

## Biographie
Carl Barth naît le 12 octobre 1787 à Eisfeld.
De 1805 à 1812, Karl Barth étudie à Stuttgart auprès de Johann G. von Müller et bénéficie de la protection des princes de Tour et Taxis. Il réalise des illustrations pour des ouvrages d'histoire de l'art. En 1814, il se rend à Munich, puis à Rome en 1817, où il séjourne jusqu'en 1821 chez Samuel Amsler et Johann Anton Ramboux. Il s'associe avec Friedrich Rückert, avec qui il passe l'été 1818 à Ariccia.
Carl Barth meurt le 11 septembre 1853 à Cassel.